# 细菌发电
细菌发电，是利用细菌代谢产生的能量发电的技术。最早应用于1910年，英国植物学家马克·皮特首先以铂作电极将大肠杆菌或普通酵母菌的培养液里，制造出世界上第一个细菌电池。
自1980年代末始，细菌发电取得的重要进展。
利用细菌发电建立的细菌发电站，可降低环境污染，但成本较高，现在日本、美国、英国等国家都有利用细菌发电技术发电。